# ヘケト
ヘケト（Heget,Heket,Heqet）またはヘカト（Heqat）は、エジプト神話における水の女神。

## 概要
多産と復活を司るとされる。
蛙そのものか蛙の顔をした女性の姿で表される。
元々、古代エジプトにおいて蛙は、その姿から胎児の象徴であり、また多くの卵を産むことから多産の象徴でもあった。オタマジャクシを描いた象形文字が大きな数である「十万」を意味した程である。
クヌムの妻で、息子はヘカ。クヌムが泥をこねて創造した人間に命を吹き込む役目を持つと言われる。その後、人間は、母親の胎内に送り込まれる。
後の神話では、イシスのオシリス復活の儀式に力を貸したり、イシスのホルス出産を助けたり、ホルスが毒蛇に咬まれた時、その治療を行ったとされている。

## 信仰
主にヘル・ウル、エスナ、ヘルモポリスで信仰された。
出産に関わる神としてイシス、ネフティス、メスケネト、クヌムに関連する。また産婆は、「ヘケトの召使い」とされた。
水の神としてヌトと同一視された。